# Bogda Feng
Il Bogda Feng (cinese semplificato 博格达峰, cinese tradizionale 博格達峰; Pinyin: Bógédá fẽng) è una montagna della Cina di 5.445 metri, cima più alta del Bogda Shan, nella catena del Tien Shan.